# Ала, Альби
А́льби А́ла (алб. Albi Alla, род. 1 февраля 1993, Поградец) — албанский футболист, центральный защитник клуба «Лачи». Выступал в сборной Албании.

## Карьера

### «Эрготелис» и аренды
Ала начал карьеру в молодежной команде «Эрготелиса». 28 января 2013 года подписал первый профессиональный контракт с клубом. 7 месяцев спустя, в связи с полным отсутствием игровой практики, он на правах аренды перешел в «Фокикос». 15 сентября состоялся его дебют во взрослом футболе: он отыграл все 120 минут в кубковом матче против «Акарнаикоса» (2:1). В итоге Ала записал на свой счет 26 матчей за «Фокикос».
7 августа 2014 года Альби подписал арендное соглашение с правом выкупа с клубом «Панахаики». Несмотря на то, что игрок быстро занял место в основе клуба, после матча чемпионата против «Олимпиакоса» из Волоса президент «Панахаики» Алексис Коугиас решил не подписывать с защитником полноценный контракт и отправил его обратно в «Эрготелис». Всего Ала сыграл за «Панахаики» 33 матча и 28 августа 2014 года забил один мяч в матче Кубка Греции против «Панилиакоса».
После двух продуктивных аренд, в сезоне 2015/16 Альби дебютировал в составе «Эрготелиса». Это случилось 11 октября 2015 года, в матче лиги против «Ламии» (1:1). В том же сезоне «Эрготелис» столкнулся с финансовыми проблемами и в итоге не доиграл сезон до конца. Альби был одним из 17 футболистов, остававшихся с клубом до последнего матча.

### «Скендербеу» и аренда в «Бюлис»
Став свободным агентом после окончания контракта с «Эрготелисом», Ала подписал двухлетний контракт с клубом албанской Суперлиги Скендербеу. Сразу после этого он отправился в аренду до конца сезона в «Бюлис», также выступающий в Суперлиге. Летом 2016 года Альби разорвал контракт со «Скендербеу» и перешел в «Кукеси», который на тот момент был действующим обладателем Кубка Албании.

### «Кукеси»
Ала дебютировал в «Кукеси» 24 августа 2016 года, в матче Суперкубка Албании против своего бывшего клуба «Скендербеу». Его команда победила 3:1, этот трофей стал для Альби первым в карьере.

## Национальная сборная
Ала получил свой первый вызов в сборную от тренера Джанни Де Бьязи на отборочный матч ЧМ-2018 против сборной Италии (0:2) 24 марта и товарищеский матч против сборной Боснии и Герцеговины 28 марта 2017 года. Это случилось из-за отсутствия двух основных центральных защитников: Мергима Маврая и Берата Джимсити. Еще одним новичком стал игрок «Луккезе» Кастриот Дермаку.

## Статистика
на 25 марта 2017 года
| Клуб             | Сезон            | Лига | Лига | Кубок | Кубок | Континент | Континент | Итого | Итого |
| Клуб             | Сезон            | Игры | Голы | Игры  | Голы  | Игры      | Голы      | Игры  | Голы  |
| ---------------- | ---------------- | ---- | ---- | ----- | ----- | --------- | --------- | ----- | ----- |
| Эрготелис        | 2012/13          | 0    | 0    | 0     | 0     | 0         | 0         | 0     | 0     |
| Эрготелис        | Итого            | 0    | 0    | 0     | 0     | 0         | 0         | 0     | 0     |
| → Фокикос        | 2013/14          | 23   | 0    | 3     | 0     | 0         | 0         | 26    | 0     |
| → Фокикос        | Итого            | 23   | 0    | 3     | 0     | 0         | 0         | 26    | 0     |
| → Панахаики      | 2014/15          | 28   | 0    | 5     | 1     | 0         | 0         | 33    | 1     |
| → Панахаики      | Итого            | 28   | 0    | 5     | 1     | 0         | 0         | 33    | 1     |
| Эрготелис        | 2014/15          | 8    | 0    | 4     | 0     | 0         | 0         | 12    | 0     |
| Эрготелис        | Итого            | 8    | 0    | 4     | 0     | 0         | 0         | 12    | 0     |
| Скендербеу       | 2015/16          | 0    | 0    | 0     | 0     | 0         | 0         | 0     | 0     |
| Скендербеу       | Итого            | 0    | 0    | 0     | 0     | 0         | 0         | 0     | 0     |
| → Бюлис          | 2015/16          | 8    | 0    | 0     | 0     | 0         | 0         | 8     | 0     |
| → Бюлис          | Итого            | 8    | 0    | 0     | 0     | 0         | 0         | 8     | 0     |
| Кукеси           | 2016/17          | 21   | 0    | 1     | 0     | 0         | 0         | 22    | 0     |
| Кукеси           | Итого            | 21   | 0    | 1     | 0     | 0         | 0         | 22    | 0     |
| Всего за карьеру | Всего за карьеру | 90   | 2    | 19    | 1     | 0         | 0         | 109   | 3     |

## Достижения

### Кукеси
- Суперкубок Албании: 2016